# Rudolf van der Noss
Friedrich Wilhelm Rudolf van der Noss  (* 21. Oktober 1889 in Krefeld, Deutsches Reich; † 12. Juni 1946 in Berlin) war ein deutscher Filmregisseur der 1930er Jahre.

## Leben und Wirken
Über Herkunft und Ausbildung des gebürtigen Krefelders Friedrich Wilhelm Rudolf van der Noss ist derzeit nichts bekannt. Beim deutschen Film ist er seit Beginn der Tonfilmzeit nachweisbar, als er erst als Cutter und Darsteller (Hilfe! Überfall!, 1931), dann als Regieassistent (Die Nacht der großen Liebe, 1933; Konjunkturritter, 1933/34, Abenteuer eines jungen Herrn in Polen, 1934) Beschäftigung fand. 1934 ließ ihn sein Arbeitgeber, die kleine Produktionsfirma Cicero-Film, bei der Filmbiografie Aufforderung zum Tanz über den Komponisten Carl Maria von Weber erstmals Regie führen. 
Es folgten weitere, überwiegend schmal budgetierte Auftragsarbeiten von Terra und UFA, teils abendfüllende, teils kurze Filme. Einen Namen machte sich van der Noss in seiner lediglich fünf Jahre andauernden Regiekarriere mit zwei dramatischen Stoffen: dem Kriminalfilm Der Polizeifunk meldet und der Wilderergeschichte Zwielicht (beide 1939). Kurz nach Kriegsausbruch 1939 fand er keine Verwendung mehr. Van der Noss starb wenige Monate nach Kriegsende in dem kriegszerstörten und hoffnungslos unterversorgten Berlin.

## Filmografie
nur als Regisseur (komplett):
- 1934: Aufforderung zum Tanz
- 1935: Der Mann mit der Pranke
- 1936: Geheimnis eines alten Hauses
- 1937: Sein letztes Modell
- 1938: Um Kopf und Kragen (Kurzfilm)
- 1939: Der anonyme Brief (Kurzfilm)
- 1939: Nach Feierabend (Kurzfilm)
- 1939: Der überraschende Säugling (Kurzfilm)
- 1939: Der Polizeifunk meldet
- 1939: Zwielicht